# 勐腊悬钩子
勐腊悬钩子（学名：Rubus menglaensis）为蔷薇科悬钩子属的植物，是中国的特有植物。分布于中国大陆的云南等地，常生于低海拔的山地荒野，目前尚未由人工引种栽培。